# Rosemarie Rataiczyk
Rosemarie Rataiczyk (* 18. März 1930 in Halle (Saale)) ist eine deutsche Textilkünstlerin, Malerin und Grafikerin. Gemeinsam mit ihrem Mann Werner Rataiczyk gründete sie 1952 in Halle (Saale) eine private Gobelin-Werkstatt, in der bis zur Jahrtausendwende mehr als 50 gemeinsame, zum Teil großformatige Bildteppiche entstanden. Parallel dazu entwickelte sie als Malerin eine eigene Bildsprache, die in Auseinandersetzung mit der Klassischen Moderne von abstrahierter Figuration, hoher Expressivität und großer Farbintensität gekennzeichnet ist.

## Leben und Werk
Rosemarie Rataiczyk, geborene Rost, absolvierte von 1945 bis 1947 eine Lehre als Technische Zeichnerin. Nach einem Vorkurs bei Herbert Stockmann an der halleschen Kunstschule Burg Giebichenstein studierte sie von 1947 bis 1952 bei Walter Funkat, Karl Rödel und Erwin Hahs ebenda freie Grafik, Malerei und Bildteppichgestaltung. Seit 1952 arbeitet sie freischaffend in Halle (Saale).
1952 heiratete sie Werner Rataiczyk, mit dem sie in der DDR unter großen Mühen eine Gobelin-Werkstatt aufbaute. In ihrer Arbeit setzte sie eigene Entwürfe wie auch die ihres Mannes in handgewirkte Bildteppiche um – die ersten derartigen Werke in der DDR. Nach kleineren Arbeiten ohne Auftraggeber erhielten sie erste Aufträge von Kirchengemeinden aus Halle (Saale) und der Umgebung der Stadt. Später fertigten sie auch großformatige Bildteppiche für öffentliche Einrichtungen, u. a. die Komische Oper und die Humboldt-Universität in Berlin und die heutige Hochschule Merseburg. Bis 2003 entstanden so in gemeinsamer Arbeit mehr als 50 Arbeiten.

Daneben arbeitet Rosemarie Rataiczyk bis heute als Malerin und Grafikerin. Von 1967 bis 1983 war sie mit ihren Werken auf allen Kunstausstellungen der DDR vertreten. Von 1952 bis 1990 war sie Mitglied im Verband Bildender Künstler der DDR. Mit Rücksicht auf ihre Gesundheit widmet sich Rosemarie Rataiczyk seit 2003 nur noch der Malerei, vor allem Aquarellen und Ölbildern. Der Kunsthistoriker Wolfgang Hütt charakterisierte ihr malerisches Schaffen 2004 wie folgt:
Sehr früh schon begann für Rosemarie Rataiczyk die Konzentration auf Handwerklichkeit und Ausdrucksdichte, was zur Absage an jede bloße formale Äußerlichkeit führte. Auf diesem Weg kam sie von der Druckgrafik über das Aquarell zur Malerei. Zuerst mit der Eigentümlichen Leuchtkraft von Wasserfarben, die sich ihr Licht vom Malgrund holt, entstand jene vom Kontrastreichtum im Farbigen getragene Intensität, die dann auch zur Eigenart ihrer mit Ölfarben gemalten Bilder wurde. Nichts aber minderte ihr den Sinn für die flächige Grundform, den Erwin Hahs ihr erschlossen hatte. [...] Der in den Gemälden Rosemarie Rataiczyks verinnerlichte Blick auf Gesehenes, das mit ihm sich vollziehende Übertragen des Poesievollen fast ins Märchenhafte, der hierdurch entstehende Ausdruck für erlebte Empfindung entzieht sich jedweder Forderung des Tages, wirkt aber doch in ihn hinein.
Rosemarie und Werner Rataiczyk sind die Eltern von Matthias Rataiczyk und Marcella Rataiczyk.

## Ehrungen
- 1966 Kunstpreis der Stadt Halle (Saale) in Gold
- 1974 Händelpreis des Bezirks Halle
- 1981 Vaterländischer Verdienstorden der DDR in Bronze

## Rezeption
„Es zählt nicht zum Ungewöhnlichen, dass Ehepaare im gleichen künstlerischen Metier wirken. Dabei wahren Rosemarie und Werner Rataiczyk in Malerei und Grafik eine deutlich unterscheidbare Individualität […] die Kunst der Frau verbindet einen Ausdruck von Harmonie und Stille mit Ordnungswerten der Malerei und Grafik. Das Besondere im Schaffen beider sind ihre in gemeinsamer Arbeit entstandenen Gobelins.“

## Werke (Auswahl)

### Bildteppiche (Entwürfe: Werner Rataiczyk, Ausführung: Rosemarie Rataiczyk, Auswahl)
- 1957–60 „Algerien-Teppich“, 3 × 4 m, Gobelin für das Pionierhaus in Karl-Marx-Stadt (heute in der Sammlung der Kunstsammlungen Chemnitz)
- 1959 „Arche Noah“, 0,7 × 2,3 m, Gobelin für  St. Nicolai (Landsberg)[5]
- 1959/60 Tierteppich / „Gut und Böse“, 2,2 × 5 m, Gobelin (Nachlass des Künstlers)[6]
- 1961–63 „Vier Elemente“, 6,4 × 2,5 m, Gobelin für die Technische Hochschule Merseburg[7]
- 1965 „Halle-Teppich“, 3,3 × 5 m, Gobelin für das Interhotel Stadt Halle (Maritim) (Nachlass des Künstlers)
- 1966 „Der Mann“ und „Die Frau“, je 4,4 × 2,2 m, Gobelins für die Komische Oper Berlin (Nachlass des Künstlers)[8]
- 1971–72 „Die Lernende Frau“, 2,5 × 4 m, Gobelin für das Standesamt Halle (Saale) (ausgestellt 1972/73 auf der VII. Kunstausstellung der DDR, heute in der Kunstsammlung des Landes Sachsen-Anhalt)[9]
- 1975 „Kräfte des Lebens und der Erde“, 2 × 2 m, Gobelin, Humboldt-Universität Berlin[10]
- 1977 „Variationen“, 1,5 × 2 m, Gobelin für das Kloster Unser Lieben Frauen, Magdeburg (heute in der Sammlung des Kulturhistorischen Museums Magdeburg)
- 1981/82 „Entwicklung der Wissenschaften“, 2 × 6 m, Gobelin für den Senatssaal der Humboldt-Universität, Berlin
- 1983 „Kunst und Wissenschaft“, 2 × 2,8 m, Gobelin (heute in der Kunstsammlung des Landes Sachsen-Anhalt)
- 1984–87 „Der Tag“, „Die Nacht“, je 2 × 2 m, „Klänge der Natur“, 2 × 4 m, Gobelins für das Kulturzentrum der DDR in Paris (heute in der Sammlung des Auswärtigen Amts)
- 1988/89 „Tiere des Waldes“, 2 × 3,4 m, Gobelin für das Schloss Allstedt
- 1991 „Baum des Lebens“, 180 × 103 cm, Gobelin für das Gemeindezentrum der evangelischen Philippuskirche in Dresden-Gorbitz[11]
- 1993 „Riff“, 2 × 1,1 m, Gobelin (Nachlass des Künstlers)
- 2000 „Pflanzen und Tiere“, 1,88 × 1,77 m, Gobelin für eine Privatsammlung

### Bildteppiche (eigene Entwürfe, Auswahl)
- 1952 „Mädchen im Garten“, 69 × 79 cm, Gobelin, Privatbesitz
- 1953 „Tauben“, 73 × 93 cm, Gobelin, Privatbesitz
- 1961 „Gartenteppich“, 1,5 × 3,15 m, Gobelin, Verbleib unbekannt
- 1965 „Malven“, 96 × 94 cm, Gobelin, Privatbesitz
- 1969 „Fische“, 1,2 × 2 m, Gobelin, Sportmedizinischer Dienst Halle
- 1973 „Baum mit Pfau“, 90 × 110 cm, Gobelin, Privatbesitz
- 1984 „Reflexion“, 1,5 × 1,2 m, Gobelin, Verbleib unbekannt
- 1988 „Vegetation“, 1,2 × 1,5 m, Gobelin, Museum Schloss Bernburg
- 1991 „ReflexionI“ / „Reflexion II“, je 1,5 × 1,2 m, Gobelin, Privatbesitz
- 1994 „Eruption“, 1,2 × 1,3 m, Gobelin für die Stadtwerke Halle
- 1995 „Nächtliches Rot“, 1,37 × 1,17 m, Gobelin, Privatbesitz
- 1997 „Städtisches Juwel“, 1,19 × 1,27 m, Gobelin, Privatbesitz
- 2002 „Karibik“, 1,18 × 1,25 m, Gobelin, Privatbesitz
- 2003 „Notturno“, 1,16 × 1,39 m, Gobelin, Privatbesitz

### Malerei und Grafik (Auswahl)
- Gartenhäuser (1953, Farb-Lithografie, im Bestand des Museums Schloss Bernburg)[12]
- Blumenstilleben (1967, Öl, ausgestellt 1967/68 auf der VI. Deutschen Kunstausstellung in Dresden)[13]
- Abends im Park (1970, Öl, ausgestellt 1972/73 auf der VII. Kunstausstellung der DDR)[14]
- Blüten über der kleinen Stadt (1977, Öl, ausgestellt 1977/78 auf der VIII. Kunstausstellung der DDR)[15]

## Einzelausstellungen (Auswahl)
- 1972 Ahrenshoop, Kunstkaten (mit Werner Rataiczyk)
- 1973 Bad Kösen, Kunsthalle (mit Werner Rataiczyk)
- 1973 Halle (Saale), Staatliche Galerie Moritzburg (mit Werner Rataiczyk)
- 1987 Damaskus, Syrische Nationalgalerie (mit Werner Rataiczyk)
- 1993/1994 Gifhorn, Historisches Museum Schloss Gifhorn (Werner Rataiczyk)
- 1994 Halle (Saale), Stadtmuseum (mit Werner Rataiczyk)
- 1999 Halle (Saale), Kunstverein „Talstrasse“ („Das malerische Werk“)
- 2004 Halle (Saale), Galerie Dr. Stelzer und Stagelmaier (mit Werner Rataiczyk)
- 2005 Magdeburg, Haus der ÖSA-Versicherungen (mit Uwe Pfeifer)
- 2006 Neu Geisendorf, Gut Petershain (mit Werner Rataiczyk)
- 2012 Bad Elster, KunstWandelhalle (Gobelins, Ölmalerei und Aquarelle)
- 2012 Halle (Saale), Galerie F2[16]
- 2012 Ahrenshoop, Kunstkaten (mit Werner Rataiczyk)
- 2016/17 Halle (Saale), Galerie F2 („Die Werkstatt Rosemarie und Werner Rataiczyk“, Tapisserien von 1951 bis 2003)
- 2019 Grimma, Rathausgalerie, Förderkreis für Kunst und Kultur in Grimma e. V.